# Josef Jaud

Josef Jaud

Josef Jaud (auch Joseph Jaud) (* 19. August 1878 in Dietramszell; † 16. Mai 1922 in Holzkirchen) war ein deutscher Politiker (BVP).

## Leben und Wirken
Jaud wurde als Sohn eines Braumeisters geboren. Nach dem Besuch der Volksschule erlernte er das Schmiedehandwerk. Nach der zeitweiligen Zugehörigkeit zum 1. Bayerischen Feld-Artillerie-Regiment ließ er sich als Schmiedemeister in Holzkirchen nieder. Dort wurde er Gemeindebevollmächtigter und Distriktsrat sowie Mitglied der Handwerkskammer von Oberbayern und Vorstandsmitglied des bayerischen Schmiedebundes. Außerdem gründete Jaud den Oberbayerischen Schmiedebund, dessen Vorstand er auch übernahm, und die Einkaufsgenossenschaft bayerische Schmiedemeister. 
Von 1914 bis 1918 nahm Jaud am Ersten Weltkrieg teil, in dem er mit dem Eisernen Kreuz II. Klasse ausgezeichnet wurde.
Im Januar 1919 zog Jaud als Abgeordneter der katholischen Zentrumspartei für den Wahlkreis 24 (Oberbayern-Schwaben) in die Weimarer Nationalversammlung ein, der er bis zum Zusammentritt des ersten regulären Reichstages der Weimarer Republik im Juni 1920 angehörte. Im Reichstag vertrat Jaud – nun als Mitglied der Bayerischen Volkspartei (BVP) – anschließend von Juni 1920 bis zu seinem Tod im Mai 1922 den Wahlkreis 27 (Oberbayern-Schwaben).
Jaud war ferner auch Mitglied des Aufsichtsrates des Darlehenskassenvereins und des „Lieferungsverbandes der Schmiede von den Bezirken Miesbach und Tölz“ sowie Vorsitzender des dortigen Gewerbeausschusses und Mitglied des Eisenwirtschaftsbundes.